# 동서로 (익산시)
동서로(Dongseo-ro)는 전북특별자치도 익산시 모현동 신기교차로 에서 익산시 삼성동를 잇는 전북특별자치도의 도로이다.

## 주요 경유지
전북특별자치도
- 익산시 (모현동 . 남중동 . 영등동 . 삼성동)

## 노선
| 이름           | 접속 노선           | 소재지 | 소재지 | 비고 |
| -------------- | ------------------- | ------ | ------ | ---- |
| 신기 교차로    | 무왕로              | 익산시 | 모현동 |      |
| (이름없음)     | 배산로 선화로13번길 | 익산시 | 모현동 |      |
| 배산공원육교   |                     | 익산시 | 모현동 |      |
| 배산사거리     | 익산대로            | 익산시 | 모현동 |      |
| 북부시장사거리 | 인북로              | 익산시 | 남중동 |      |
| 약촌오거리     | 약촌로              | 익산시 | 영등동 |      |
| 어양사거리     | 하나로              | 익산시 | 어양동 |      |
| (이름없음)     |                     | 익산시 | 삼성동 |      |

## 주요 건물 및 시설
- 배산체육공원 (동서로 21/현영동 169)
- S-OIL 배산공원주유소 (동서로 30/모현동2가 602)
- 세븐일레븐 익산배산점 (동서로 52/모현동2가 198-2)
- 서부권다목적체육관 (동서로 91/모현동2가 267-1)
- SK에너지 로또주유소 (동서로 114/모현동2가 61-6)
- HD현대오일뱅크 배산주유소 (동서로 147/모현동2가 24-3)
- 타이어프로 익산모현점 (동서로 158/모현동1가 13-30)
- 한국산업단지공단 익산지사 (동서로 370/영등동 191-29)
- CU 익산중앙체육공원점 (동서로 469/어양동 511-44)
- 익산 예술의전당 (동서로 490/어양동 735)
- HD현대오일뱅크 자이주유소 (동서로 500/어양동 65-3)